# Dihteari, Lebedîn
Dihteari (în ucraineană Дігтярі) este un sat în comuna Pavlenkove din raionul Lebedîn, regiunea Sumî, Ucraina.

## Demografie
Componența lingvistică a localității Dihteari
     Ucraineană (100%)
Conform recensământului din 2001, toată populația localității Dihteari era vorbitoare de ucraineană (100%).